# Mato Grosso (płaskowyż)
Mato Grosso (Chapada de Mato Grosso) – płaskowyż leżący w Brazylii, w północno-zachodniej części Wyżyny Brazylijskiej.
Zajmuje większą część stanu Mato Grosso; rozciąga się od stanu Goiás po Serra dos Parecis, leżące nieopodal granicy z Boliwią. Wznosi się na wysokość 600–700 m n.p.m., opada wysokimi stopniami na południe ku bagnistej dolinie Pantanal. Pocięty rzekami, które dzielą płaskowyż na stoliwa zwane chapada. Na obrzeżu Mato Grosso miejscami występują silnie rozczłonkowane pasma górskie.
Płaskowyż pokrywają suche lasy kolczaste i sawanny. Wzdłuż rzek rosną lasy galeriowe. Występują złoża diamentów. W XVII wieku obszar zasiedlali koloniści szukający tu, prócz diamentów, złota; obecnie większe znaczenia od wydobycia surowców ma na Mato Grosso wypas bydła. Wyżynę przecina kilka autostrad. Głównym miastem jest Cuiabá.